# Терористката
„Терористката“ (на английски: Point of No Return/The Assassin) е американски екшън филм от 1993 г. на режисьора Джон Бедъм. Във филма участват Бриджит Фонда и Гейбриъл Бърн. Римейк е на френският филм „Никита“ от 1990 г. на режисьора Люк Бесон.

## Актьорски състав
| Актьор          | Роля                               |
| --------------- | ---------------------------------- |
| Бриджит Фонда   | Маги Хейуърд Клаудия Ан Доран Нина |
| Гейбриъл Бърн   | Боб                                |
| Дърмът Мълроуни | Джей Пи                            |
| Ан Банкрофт     | Аманда                             |
| Харви Кайтел    | Виктор                             |
| Мигел Ферер     | Кауфман                            |
| Оливия д'Або    | Анджела                            |
| Майкъл Рапапорт | Големият Стан                      |

## В България
В България филмът е издаден на VHS от Александра Видео на 21 юни 1995 г.
На 3 юни 2000 г. е излъчен за първи път по „Би Ти Ви“ в събота от 20:30 ч. На 29 юли се излъчва отново в неделя от 20:00 ч.